# 中華民國陸軍關渡地區指揮部
陸軍關渡地區指揮部，簡稱為陸軍關渡指揮部、陸軍關指部、關指部，為中華民國國軍駐守於新北市淡水區的陸軍部隊，編配在陸軍第六軍團指揮部，隊名「虎嘯部隊」。在大陸時期為國軍德械師-國民革命軍第36師，遷台後曾為著名的陸軍步兵第二二六師，由於在前中華民國總統蔣經國任內移防臺北縣淡水鎮，因靠近臺北市北投區關渡，而素有「關渡師」之稱。

## 沿革

### 大陸時期
- 最初為國民革命軍陸軍警衛第一師、警衛第二師，蔣中正下野後，編為國民革命軍第八十七師、國民革命軍第八十八師。
- 1933年9月28日，由陸軍第八十七師、第八十八師之一部在南京成立國民革命軍第三十六師。
  - 當時下轄：第106旅、第108旅
- 中德合作期間，與陸軍第八十七師、第八十八師一起接受德式訓練。
- 1937年，參與淞滬會戰，配屬在中央作戰軍第九集團軍第七十八軍麾下，軍長由師長宋希濂中將兼任。
- 1937年12月，參與南京保衛戰，受唐生智節制，主要防守下關地區。
- 中國抗日戰爭後期改隸第二十集團軍第五十四軍，移防云南，主要屬於滇緬戰場中國方面的作戰序列。[2]
- 1944年，因龍陵戰役戰績卓著，獲頒榮譽虎旗乙面。
- 1946年，因国共谈判，在裁軍協議下整編為陸軍整編第三十六旅，隸屬於陸軍整編第五十四師，並投入華東戰場，作為進攻膠東的國軍主力部隊。
- 1947年9月，參與平度戰役。
- 1947年12月，參與萊陽戰役，国军受到中国人民解放军华东野战军3個縱隊的圍攻，整編第106團全部以及整編第108團第一營遭到殲滅，第106團團長胡翼烜率部死守十數日，最後僅17人突圍，
- 萊陽一役後，重建第106團，因陸軍整編第五十四師主力北調，故轉隸陸軍整編第四十五師，守備青島。
- 1948年11月，恢復國民革命軍第三十六師之番號，隸屬於由陸軍整編第四十五師恢復番號後的國民革命軍第五十軍。
- 1949年6月，參與青島大撤退，撤退至廣東。
- 1949年10月下旬，參與廣東戰役並遭到解放军第四十三軍重創，師長李成忠被俘，殘部隨陸軍第五十軍撤退至海南島。
- 1950年海南島战役戰敗後，隨陸軍第五十軍撤退來臺灣。

### 臺灣時期
- 1952年11月，以國民革命軍陸軍第五十軍軍部與陸軍步兵第一四七師所屬一個團合併整編為「陸軍步兵第二十六師」。
- 1959年4月，執行「前瞻計畫」改組整編為陸軍前瞻步兵師。
- 1969年12月，執行「嘉禾一號專案」改組整編為陸軍野戰重裝步兵師。
- 1972年7月，執行「龍平演習」與陸軍步兵第二九二師進行師對抗。
- 1976年1月，更改番號為「陸軍步兵第三十五師」。
- 1976年8月，更改番號為「陸軍步兵第二二六師」。
- 1979年11月，執行「漢陽演習」全國實兵防衛作戰軍事演習。
- 1979年12月，執行「順風演習」與陸軍步兵第二八四師進行防務交接，自臺北關渡移防金門南雄。
- 1980年6月，執行「開平演習」與陸軍步兵第二九二師進行師對抗。
- 1981年1月，執行「黃海演習」與陸軍步兵第二八四師進行防務交接，由臺北關渡移防金門南雄。
- 1983年1月，執行「武德演習」與陸軍步兵第二八四師進行防務交接，由金門南雄移防臺北並進駐關渡，擔任中樞外圍防衛任務（關渡師）。
- 1984年1月，執行「長榮演習」與陸軍步兵第三三三師進行師對抗。
- 1984年5月，執行「永固專案」納編臺灣警備總司令部第一總隊。
- 1987年？月，執行「長勝演習」與陸軍步兵第三三三師進行師對抗。
- 1988年10月10日，參加「光武演習」建國七十七年雙十節國慶閱兵大典。
- 1989年5月，執行「長泰二號演習」與海軍陸戰隊陸戰第六六師進行師對抗。
- 1991年10月10日，參加「華統演習」建國八十年雙十節國慶閱兵大典。
- 1998年10月1日，執行「精實專案」，於臺北關渡改組整編為「陸軍第二十六師指揮機構」。
- 2007年1月1日，執行「精進專案」，將下轄陸軍步兵第一七八旅（淡海旅）、陸軍步兵第一七六旅（基隆旅）合併整編為「陸軍關渡地區指揮部」，首任指揮官為原陸軍第二十六師師長段慶生少將。

## 組織

### 編階
- 指揮官 一位 少將
  - 副指揮官 二位 上校
  - 參謀主任 一位 上校
  - 政戰主任 一位 上校
  - 指揮部士官督導長 一位 士官長

### 直屬單位
- 本部連（后山營區）
- 通資作業連（后山營區）
- 保修連 （新店東營區）
- 戰鬥工兵連（后山營區）
- 裝甲騎兵連（八煙營區）
- 反裝甲連

### 下轄單位
- 機械化步兵第一營（營部連+機步連×3）（前山營區）（外駐地北新莊營區）
- 機械化步兵第二營（營部連+機步連×3）（外・內木山營區）
- 機械化步兵第三營（營部連+機步連×2+戰車連×1）（駐新北市淡水區）
- 機械化步兵第四營（營部連+機步連×2+戰車連×1）（北五堵營區）
- 砲兵營（營部連+砲兵連×3）（北五堵營區）
  - 砲兵營第一連（禮砲連）（新店東營區）

### 編階
- 指揮官 一位  少將

  - 副指揮官 二位  上校

  - 參謀主任 一位  上校

    - 副參謀主任 一位 中校

  - 政戰主任 一位  上校

    - 政戰副主任 中校

  - 指揮部士官督導長 一位  士官長

### 直屬單位
- 本部連（后山營區）
- 通資作業連（后山營區）
- 保修連（新店東營區）
- 工兵連（后山營區）

### 下轄單位
- 機械化步兵第一營（營部連+機步連*3）
- 機械化步兵第二營（營部連+機步連*3）
- 聯合兵種第一營（戰鬥支援連+機步連*2+戰車連+火力支援連）
- 聯合兵種第二營（戰鬥支援連+機步連*2+戰車連+火力支援連)
- 砲兵營（營部連+禮砲連+砲兵連*2）

## 隊徽含義
- 虎頭：代表關渡地區指揮部前身三六師參加對日抗戰龍陵戰役，功績卓著獲頒「榮譽虎旗」乙面，故以虎頭為徽章設計。
- 三環：代表哲學、科學、兵學，砥礪官兵融會練兵、用兵之藝術。
- 藍白紅三色：除代表效忠中華民國之外，另寓意該犧牲、團結、負責之精神。